# Консертгебау
Консертгебау (на нидерландски: Concertgebouw) е концертна зала в Амстердам, Нидерландия.
Смята се, че има изключително добра акустика - приемана е за една от най-добрите зали в света, наред със Симфони Хол в Бостън и Музикферайн във Виена.